# Nossa Senhora da Candelária (Ilhas Canárias)
Nossa Senhora da Candelária é uma das designações atribuídas à Virgem Maria. É a padroeira das Ilhas Canárias,  venerada na Igreja Católica. Imagem fica na Basílica e Real Santuário Mariano de Nossa Senhora da Candelária na cidade de Candelaria, em Tenerife.

## História
De acordo com uma lenda registrada por Fray Alonso de Espinosa em 1594, uma estátua da Virgem Maria carregando uma criança em uma mão e uma vela verde no outro, foi descoberto na praia de Chimisay (Güímar) por dois pastores Guanche em 1392. Isso foi antes da conquista espanhola da ilha (a ilha não foi totalmente conquistada até 1496).
Um dos pastores tentou jogar uma pedra na estátua, mas o braço estava paralisado, e o outro tentou esfaquear a estátua com uma faca, mas acabou esfaqueando a si mesmo. Os pastores advertiram o rei Guanche local e eles voltaram para a imagem, mas desta vez, com reverência e temor. Naquela época, seus ferimentos eram saudáveis. A imagem foi transferida para a Cueva de Chinguaro, que foi a sede do aborígene rei.
Após a cristianização da ilha, a imagem da Virgem foi deslocada para a Cueva de Achbinico localizada na atual cidade de Candelaria. O primeiro grande santuário em honra da Virgem morena foi impulsionado pelo bispo das Canárias, Bartolomé García Jiménez em 1668 e concluída em 1672. Era espaçoso, três navios com uma alta torre, a construção deste templo desapareceu como resultado de um incêndio que ocorreu em 15 de fevereiro de 1789.
De das Ilhas Canárias devoção se espalhou para a América. Hernán Cortés usava uma medalha desta imagem em volta do pescoço. Em 1826, a imagem foi perdida vítima de uma de inundação. Por esta razão, em 1827 é criada a imagem actualmente na basílica. A Virgem da Candelária era venerada por grandes religiosos canários, como o Padre Anchieta, Pedro de Betancur e María de León Bello y Delgado.
Em 1599 o Papa Clemente VIII nomeou padroeira das ilhas Canárias e a 12 de dezembro de 1867 foi declarada Padroeira principal das Ilhas Canárias, por decreto da Sagrada Congregação dos Ritos do Papa Pio IX.
A basílica actual foi construída por José Enrique Marrero Regalado, iniciada em 1949 e foi concluída em 1959. Junto à basílica e anexado a ele disponíveis para o convento dominicano de Candelária, uma ordem religiosa a cargo do santuário, dentro do convento é do Museu de Arte Sacra. A basílica é o principal santuário mariano nas Ilhas Canárias é um dos mais importantes do Espanha. É também o santuário que abriga o maior número de peregrinos de Canárias (2,5 milhões de visitantes por ano). O templo foi proclamado pelo Papa Bento XVI como Basílica Menor de 24 de janeiro de 2011.

## Festas
Antes da conquista de Tenerife, os aborígines Guanche realizaram um festival em torno da imagem da Virgem durante o festival de Beñesmen em agosto. Foi o festival da colheita, que marcou o começo do ano. Atualmente, celebra-se a festa da Virgem da Candelária nas Ilhas Canárias, além de 2 de fevereiro e 15 de agosto, dia da Assunção da Virgem Maria entre os santos católicos. Para alguns historiadores, as festividades organizadas em honra da Virgem durante o mês de agosto são uma reminiscência sincrética das antigas festividades de Beñesmen.
Cada 2 de fevereiro e 15 de agosto milhares de peregrinos de todas as partes das Ilhas Canárias e em outras partes da Espanha, em peregrinação ao santuário para celebrar a festa em honra da padroeira das Ilhas Canárias. Em fevereiro destaca a Procissão das Velas e agosto a Encenação da Aparição da Virgem.
Também são realizadas a cada sete anos a tradição de peregrinação da imagem da Virgem da Candelária para as cidades de Santa Cruz de Tenerife (capital da ilha) e San Cristóbal de La Laguna (sede da diocese de Tenerife) alternadamente a cada sete anos entre as duas cidades. Por exemplo, em 2002, a Virgin se mudou para Santa Cruz, e sete anos depois, em 2009, mudou-se para La Laguna, e assim por diante.